# Mikael Lind
Mikael Lind (* 20. Februar 1972 in Gävle) ist ein ehemaliger schwedischer Eishockeyspieler.

## Karriere
Mikael Lind begann seine Karriere als Eishockeyspieler in seiner Heimatstadt beim Brynäs IF, für dessen Profimannschaft er in der Saison 1990/91 sein Debüt in der Elitserien gab, wobei er in insgesamt neun Spielen punkt- und straflos blieb. In den folgenden drei Jahren spielte der Angreifer für den Stadtrivalen Gävle HF in der damals noch zweitklassigen Division 1, ehe er von 1994 bis 1996 erneut für Brynäs in der Elitserien antrat. Mit dem Club scheiterte er in der Saison 1994/95 in den Finalspielen um die Schwedische Meisterschaft an HV71 Jönköping.
Im Sommer 1996 wechselte Lind zum Zweitligisten Timrå IK, mit dem er in der Saison 1999/2000 in der HockeyAllsvenskan, die die Division 1 als zweithöchste Spielklasse abgelöst hatte, antrat und in die Elitserien aufstieg, in der er mit seiner Mannschaft weitere drei Jahre verbrachte, ehe er im Sommer 2003 von seinem Ex-Club Brynäs IF verpflichtet wurde, für den er seither regelmäßig auf dem Eis steht. Im Anschluss an die Saison 2008/09 beendete er seine Karriere. 

## Erfolge und Auszeichnungen
| - 1994 Meiste Scorerpunkte in der Division 1 West - 1994 Meiste Vorlagen in der Division 1 West - 1995 Schwedischer Vizemeister mit Brynäs IF - 1997 Meiste Scorerpunkte in der Division 1 North | - 2000 Aufstieg in die Elitserien mit Timrå IK - 2000 Meiste Scorerpunkte in der SuperAllsvenskan - 2000 Meiste Tore in der SuperAllsvenskan |